# Bold (Täuschkörper)
Ein Bold ist ein Täuschkörper, der von U-Booten der deutschen Kriegsmarine von 1942 bis 1945 zur Täuschung der feindlichen ASDIC-Ortung eingesetzt wurde. Es sollte U-Boot-Jägern ein Scheinziel unter Wasser vortäuschen, um sich in dessen „Schatten“ der gegnerischen Verfolgung zu entziehen.
Die erste Entwicklung trug den Namen „Lügenbold“. Das Gerät kam aber aus dem Versuchsstadium nicht hinaus. Die Entwicklung wurde eingestellt, als sich bei Versuchen mit S-Anlagen zeigte, dass Luftblasen im Wasser ein Echo erzeugten. Das Nachrichtenmittelversuchskommando (NVK) entwickelte daraufhin ein anderes Gerät, den „Tarnbold“, das Luftblasen im Wasser erzeugen konnte. Später wurde das Gerät nur noch „Bold“ genannt.
Ein Bold bestand aus einem zylindrischen Drahtkäfig von etwa 10 cm Durchmesser mit Schwimmkappe, gefüllt mit einer Mischung aus grobkörnig gemahlenem Calciumhydrid, das mit wasserlöslichem Lack überzogen war. Dies konnte in flachem Wasser für eine halbe Stunde Wasserstoff-Gasblasen erzeugen, die die vom Gegner ausgestrahlten Schallwellen wie ein U-Boot reflektierten. Drei bis fünf Bolde reichten aus, um in geringen Wassertiefen ein stärkeres Echo zu erzeugen als ein U-Boot in Bug- oder Hecklage zum Ortungssender.
Nach Versuchen in der Biscaya und auf einer Feindfahrt 1941, bei denen ein gegnerischer U-Boot-Jäger erfolgreich getäuscht werden konnte, wurde beschlossen, die U-Boote damit auszurüsten. Dafür wurde eine Ausstoßvorrichtung konstruiert und ab 1942 auf allen Front-U-Booten eingebaut.
Damit konnten sechs Käfige unter Wasser ausgestoßen werden. Weitere konnten nachgeladen werden.

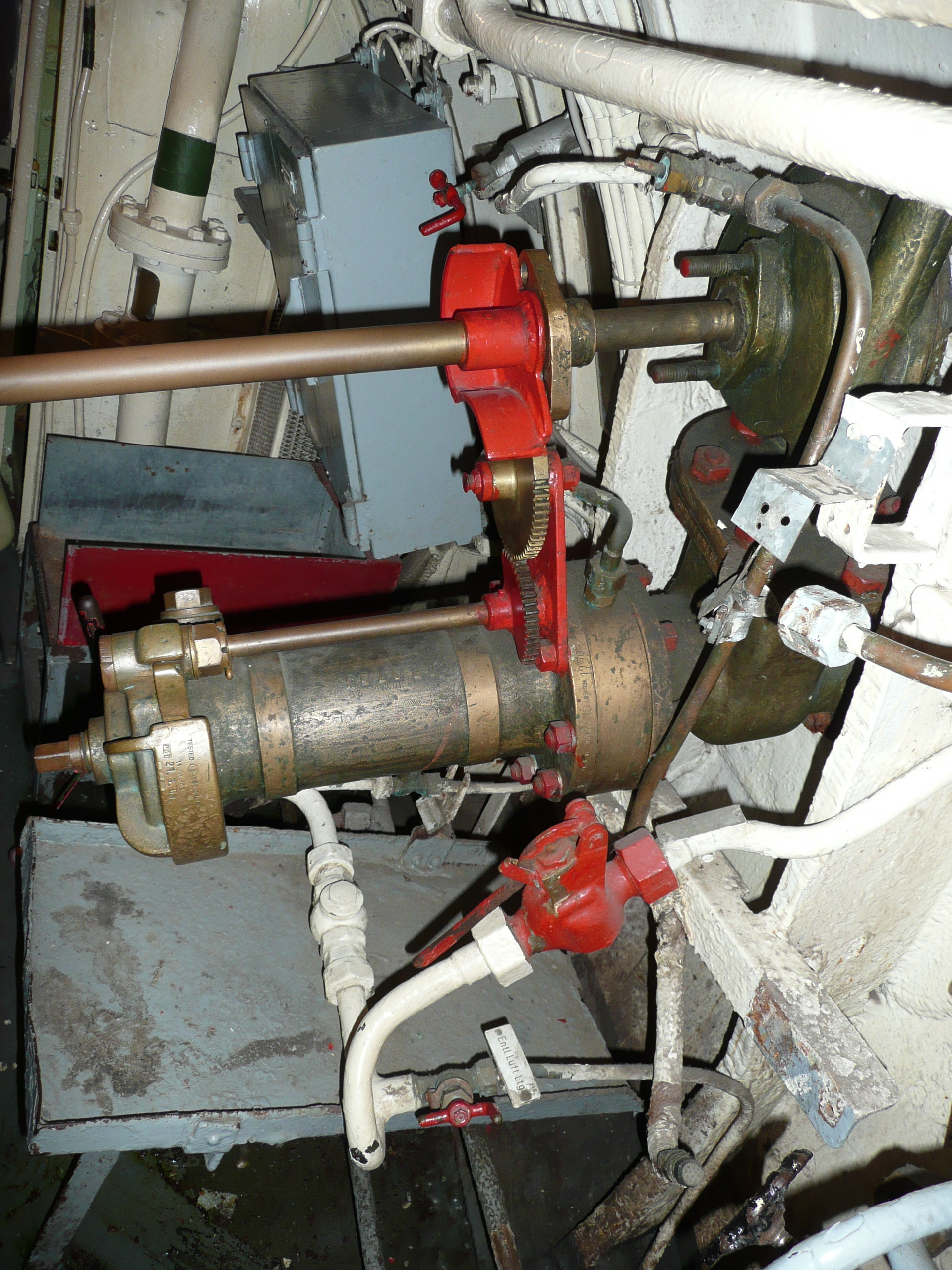
Boldschleuse auf der Wilhelm Bauer, einem Typ XXI U-Boot (keine Originalschleuse)

Diese Boldschleuse wurde von den Besatzungen salopp „Pillenwerfer“ genannt. Da die Wirksamkeit in größeren Tiefen abnahm, wurde neben dem 1944 verwendeten Bold 4 noch an einem wirksameren Bold 5 gearbeitet, der auch in Tauchtiefen von 200 m ausgestoßen werden konnte.
Der Bold hatte sich bis Kriegsende sehr bewährt.